# Франк, Луи (писатель)
Луи Франк (нидерл. Louis Franck) (28 ноября, 1868, Антверпен — 31 декабря, 1937, Вейнегем) — бельгийский писатель, юрист, либеральный политик и государственный деятель, номинант Нобелевской премии по литературе 1906 года.

## Биография
Он родился в Антверпене и начал своё обучение в Koninklijk Atheneum, где он находился под влиянием фламандского писателя и либерального политика Яна ван Беерса. Он получил юридическое образование в Свободном Университете Брюсселя. Будучи студентом, он был одним из соучредителей светского гуманистического Cercle Universitaire (1887), писал для Journal des Etudiants (1889), а в 1890 году он был основателем-президентом Cercle Universitaire de Criminologie.
В 1890 году он практиковался в качестве адвоката в Антверпене, специализировался в международном морском праве. Как председатель Conférence du Jeune Barreau (лиги молодых юристов) и в качестве члена Vlaamse Conferentie der Balie он содействовал использованию нидерландского языка в суде (вместо которого использовался французский язык в те дни). В 1899 году он был одним из соучредителей Bond der Vlaamsche Rechtsgeleerden (лиги фламандских юристов), президентом которой стал в 1912 году.
В 1906 году он стал кандидатом в Федеральный парламент Бельгии, где он будет оставаться до 1926 года. Он стремился к постепенному увеличению использования нидерландского языка во Фландрии.
В 1915 году он стал одним из основателей и президентом комитета Comité voor Hulp en Voeding (комитета помощи и продовольствия). Во время немецкой оккупации Бельгии в Первой мировой войне, Франк (под влиянием бельгийского короля и правительства) выступал в качестве президента Intercommunale Commissie van Notabelen, фактическим главой Антверпена и соседних муниципалитетов. Он вел осторожную политику. Он открыто осудил сотрудничество с немцами и стал олицетворением сопротивления во Фландрии.
После войны он стал министром колоний (1918—1924), а 27 сентября 1926 года стал главой Национального банка Бельгии и руководил им до 1937 года. По его инициативе в Антверпене был создан Колониальный университет Бельгии.
Луис Франк покончил с собой в 1937 из-за судебного следствия по его управлению банком.